# Публій Семпроній Аселіон
Публій Семпроній Аселіон (158 — 90/88 роки до н. е.) — давньоримський історик-анналіст, член літературного кола Сципіона Еміліана.

## Біографія
Походив із роду нобілів Семпроніїв. У 134 році до н. е. став військовим трибуном. Взяв участь у Нумантійській війні на чолі військ із Публієм Корнелієм Сципіоном Еміланом. Після завершення військових дій Аселіон повернувся до Риму й більше не брав участі ані у війнах, ані у політиці. Він увійшов до культурного кола Еміліана й займався історичними працями.
Дотепер відомо лише про головну історичну роботу Аселіона — «Історія», яка складался з 14 книг. З неї дотепер збереглося лише 14 фрагментів. Публій Аселіон продовжував історію, розпочату Полібієм від 146 року до н. е. Закінчується праця Аселіона 91 роком до н. е. На відміну від попередніх істориків Публій Семпроній займався описом свого часу. Його праця відрізняється від інших історичних праць більшим науковим підходом до історії. Це скоріше монографії, де подається не лише опис подій, а й аналіз внутрішнього стану держав.

## Родина
- Авл Семпроній Аселіон, претор 89 року до н.е.